# DJ Lee
DJ Lee (* 28. Juni 1970 in Hamburg; bürgerlicher Name Michael-Lee Bock) ist ein DJ und Musikproduzent. Sein Stil lässt sich in die Kategorie Hard-Trance einordnen.

## Karriere
Als DJ ist Bock seit Jahren weltweit tätig und hat in Ländern wie z. B. Norwegen, Österreich, Schweiz und Japan gespielt. Darunter waren Diskotheken, Clubs und Open-Air-Events wie z. B. die Loveparade (Berlin), der G-Move (Hamburg), der Airbeat One in Neustadt-Glewe und der Street Move in Trappenkamp.
Mit dem Produzieren von Dancemusik startete er im Jahr 1998 zusammen mit dem Ex-Gitarristen von The Sisters of Mercy, Andreas Bruhn. Dabei sind Produktionen für unter anderen Tv Junkies, Dons, M.L.B.Projekt, Upserver, Earth Bound, Fourth Inc. und Scala entstanden.
Im Jahr 2000 endete dann die gemeinsame Tätigkeit mit Andreas Bruhn und Lee fing eine Zusammenarbeit mit Nils Karsten aka Van Der Karsten an. Zahlreiche Projekte wie Megara vs DJ Lee, Apollo, Chemistry und auch Van Der Karsten wurden ins Leben gerufen. Megara vs DJ Lee stellt dabei das erfolgreichste Projekt dar, bis heute erscheinen regelmäßig neue Singles unter diesem Namen.
Auch ihre erste Megara vs DJ Lee Single The Megara brachte den beiden Hamburger DJs und Produzenten soviel Anerkennung, dass sie wenig später mit der Powertrance-Hymne Full Intention, bei EMI debütierten. Bereits vor der Veröffentlichung fand sich Full Intention durch Chartplatzierungen in den Top Five der DJ Top 40, DDC und ODC wieder. Wenige Wochen später stieg die Single in die Media Control Dance Charts ein. Nach der Single „Hold your hands up high“ ist zuletzt „Human Nature“ erschienen.
Sie lieferten Remixe für zahlreiche Musiker wie Avantgarde, Beam vs. Cyrus, Darude, DeeDee, DJ Shog, Fragma, Project Medusa vs. Exor, Pulsedriver, Special D., Starsplash, Dumonde vs. Lange, Klubbingman, Kyau & Albert und Marc et Claude.

## Privates
Ab dem achten Lebensjahr entwickelte er eine Leidenschaft für Musik. Als musikverrückter Rocker hatte sein Vater Mario den wohl größten Anteil dazu beigetragen.
Das Schallplattensammeln begann Bock im Alter von zehn Jahren. Die von ihm bevorzugten Stilrichtungen waren Funk & Soul, Black, Rock, House, bis hin zu Trance und
Techno.
Michael-Lee Bock lebt im Hamburger Stadtteil Duvenstedt.

## Singles (Megara vs. DJ Lee)
- 2000: Visions Of Love
- 2001: The Megara
- 2002: Full Intention
- 2003: Hold Your Hands Up High
- 2003: Ready Or Not/Take Me Away (als DJ Lee)
- 2004: Human Nature
- 2004: X-Perience (als DJ Lee)
- 2005: Musical Society
- 2005: Fight Hard (als DJ Lee)
- 2005: The Megara 2005
- 2005: Outside World
- 2006: For A Moment
- 2007: Tomorrow (als DJ Lee)
- 2007: Blow The Mind
- 2007: The Goddess
- 2008: Bitch (als DJ Lee)
- 2008: Chaos
- 2008: Paradise (Feat. Ralph Fridge)
- 2009: Give It To Me
- 2009: I Want You
- 2010: Wildside/Jump On It (als DJ Lee)
- 2010: Fugly (als DJ Lee)
- 2011: I Like The Bass
- 2011: Dance
- 2013: Legacy
- 2020: Infinite

## Mitproduziert
- Scala - Universe
- The Greatest Dj - Feel My Passion
- Fourth Inc. - Trip To Jülich
- Earth Bound - No Longer/Substance
- Upserver - Talk 2 Me
- Upserver - Mood Swings
- M.L.B. Project - Watch It!
- Shadow Queens - Dress Too Sexy
- D.O.N.S. - Ritmo Infernal
- D.O.N.S. - Jack To The Sound
- TV Junkiez - Knight Rider
- Da Spacer’s - Spacer
- Chemistry - Prophecy
- Van Der Karsten - 100
- Cavé & Prey - Energy
- Backslash vs. Mikkas - All My Life
- Apollo vs. MacKenzie - All I Need 2006
- U.S. Test - 20 Years Later
- Van Der Karsten - Medicine
- U.S. Test - Magellan
- Chemistry - Heartbeat
- Apollo - In My Dreams
- Chemistry - Fly/Fantasy
- Apollo - Dance
- Chemistry - We Are One!
- Apollo - 2gether 4ever
- Chemistry - Desire